# Horní Vlčkovice
Horní Vlčkovice (německy Ober Wölsdorf) je východní část obce Vlčkovice v Podkrkonoší v okrese Trutnov. Sídlem protéká potok Drahyně a prochází jím silnice II/307. V roce 2009 zde bylo evidováno 84 adres. V roce 2001 zde trvale žilo 248 obyvatel.
Horní Vlčkovice je také název katastrálního území o rozloze 4,81 km2.

## Historie
První písemná zmínka o obci pochází z roku 1415.

## Pamětihodnosti
- Kostel svatého Josefa
- Kovárna čp. 21
- Venkovský dům čp. 52
- Vodní mlýn čp. 108, zanikl

### Další stavby
- Vodní mlýn čp. 46

## Osobnosti
- Karl Selisko (??? – 1910), okresní starosta a poslanec Českého zemského sněmu.[7]